# Ігор Зидич
І́гор Зи́дич (хорв. Igor Zidić; *10 лютого 1939, Спліт, Хорватія) — хорватський історик мистецтва, художній критик, поет і есеїст. Знавець хорватського сучасного мистецтва, вважається одним із провідних авторитетів-фахівців у галузі образотворчого мистецтва в Хорватії.

## Біографія
Зидич народився й закінчив класичну гімназію у Спліті. Здобув диплом з історії мистецтва і порівняльного літературатурознавства Загребського університету (1964). 
У 1971 році став редактором часопису Hrvatski tjednik, але втратив роботу, коли це видання закрив уряд СФРЮ після придушення руху «Хорватська весна».
Зидич був директор загребської Сучасної галереї у 1989—2008 роках. 
З 2002 року Ігор Зидич є головою Матиці Хорватської.
П'ять віршів Ігоря Зидича в перекладі українською мовою відомого українського поета Дмитра Павличка надруковано в малій антології хорватської поезії «Ідея світу» (К.: «Основи», 2008).